# خواكين كوريا
خواكين كوريّا (بالإسبانية: Joaquín Correa؛ مواليد 13 أغسطس 1994) لاعب كرة قدم أرجنتيني يلعب مهاجمًا لنادي أولمبيك مارسيليا الفرنسي ويلعب أيضًا مع المنتخب الأرجنتيني.

## المسيرة الدولية
لعب كوريا أول مباراة له مع منتخب الأرجنتين في التاسع من يونيو 2017، وكانت مباراةً ودية ضد البرازيل أُقيمت في مدينة ملبورن الأسترالية وفاز بها المنتخب الأرجنتيني بهدف نظيف. في الثالث عشر من يونيو 2020، سجل أول هدفًا له مع المنتخب وذلك في مباراة ودية على أرض سنغافورة انتهت بنتيجة 0–6 لصالح الأرجنتين. في الثالث عشر من أكتوبر 2020، دخل كوريا بديلًا وسجل هدف الفوز للأرجنتين في ثاني مباريات المنتخب في تصفيات كأس العالم 2022 والتي جمعته بِبوليفيا على أرض الأخير، ليساعد بذلك الأرجنتين على تحقيق أول فوز على أرض بوليفيا منذ عام 2005.

## روابط خارجية
- خواكين كوريا على موقع إي إس بي إن إف سي (الإنجليزية)
- خواكين كوريا على موقع قاعدة بيانات كرة القدم.إي يو (الإنجليزية)
- خواكين كوريا على موقع ليكيب (الفرنسية)
- خواكين كوريا على موقع ناشيونال فوتبول تيمز (الإنجليزية)
- خواكين كوريا على موقع Soccerbase.com (لاعب) (الإنجليزية)
- خواكين كوريا على موقع Soccerway.com (الإنجليزية)
- خواكين كوريا على موقع عالم كرة القدم.نت (الإنجليزية)
- خواكين كوريا على موقع كووورة
- خواكين كوريا على موقع AS.com (الإسبانية)